# Escuderia Costa Daurada
L'Escuderia Costa Daurada és una entitat esportiva catalana dedicada a l'automobilisme que fou fundada el 1985 a Tarragona com a continuació de la Valls Racing Motor Sport. Presidida per Jaume Brunet Nolla, organitza el Rally La Pineda Platja i també el Rally Ciutat de Valls puntuables per al Campionat de Catalunya. Anteriorment s'organitzava el Rally Salou que era puntuable per al Campionat d'Espanya sobre asfalt i el Rally Tarragona, puntuable per al campionat català. Al 1994 inicià la col·laboració amb el RACC en l'organització dels dispositius de seguretat del Ral·li Catalunya, puntuable per al Campionat del Món.